# Station Grorud
Station Grorud  is een station in Furuset, een buitenwijk in het noorden van Oslo. Het station stamt uit de tijd dat Hovedbanen werd aangelegd. Bij de bouw van het station vergisten de Engelse ingenieurs zich bij de naamgeving waardoor het station niet werd genoemd naar de buurt waar het werd gebouwd maar naar de naastliggende buurt.
Grorud wordt tegenwoordig bediend door lijn L1, de lokale lijn die pendelt tussen Spikkestad en Lillestrøm.